# Chase Baker
Chase Baker (Rocklin, 21 maggio 1988) è un ex giocatore di football americano e allenatore di football americano statunitense.

## Carriera universitaria
Al college giocò per i Boise State Broncos con i quali in quattro stagioni, dal 2008 al 2011, mise a segno 100 tackle (di cui 43 solitari), 6,5 sack e 13 tackle con perdita di yard. guadagnandosi anche la convocazione per giocare con la squadra del Nord nell'ambito Senior Bowl, all-star game di fine anno cui prendono parte i migliori talenti eleggibili per il Draft NFL.

## Carriera professionistica

### Minnesota Vikings
Dopo non esser stato selezionato durante il Draft NFL 2012, Baker fu messo sotto contratto come undrafted free agent dai Vikings nel luglio dello stesso anno, percependo il bonus maggiore tra i free agent non scelti nel Draft. Nel mese di settembre fu inserito nella squadra di allenamento nella quale rimase per tutta la stagione non disputando, di conseguenza, alcuna partita nel campionato NFL. Nel 2013 prese parte a 5 incontri della stagione regolare, partendo sempre come riserva e totalizzando 5 tackle. Il 30 agosto 2014 Baker fu svincolato dai Minnesota Vikings.

## Vittorie e premi
Nessuno

## Statistiche
| Partite totali      | 5 |
| Partite da titolare | 0 |
| Tackle              | 4 |
| Sack                | 0 |
| Intercetti          | 0 |

Statistiche aggiornate alla stagione 2014